# 河内紀
河内 紀（かわち かなめ、1940年 - ）は、音楽プロデューサー、映像ディレクター。劇作家・演出家の佐藤信は義弟。

## 略歴
東京生まれ。早稲田大学在学中、大和屋竺や田中陽造らと 「稲門シナリオ研究会」に属し、ドキュメンタリー映画を製作。
1962年、TBS入社。ラジオを中心に活躍し、1974年に退社。宍戸錠主演のラジオ番組「ヤング・パンチ」シリーズに、鈴木清順をはじめとする具流八郎グループを起用して話題となる。
その後、鈴木清順監督の映画『ツィゴイネルワイゼン』、『陽炎座』などの音楽監督、キース・ジャレットの全ビデオ作品の演出などを手掛ける。
1970年ラジオドキュメンタリー「ヤッホー」でイタリア賞グランプリ受賞。1980年ラジオドラマ「昭和15年まぼろしの東京オリンピック」で芸術祭大賞。
1982年、TUC(テレビマン・ユニオン・コマーシャル)のテレビ番組制作部門に参加。社名変更によりテレコムジャパンへ。1992年、テレビ番組部門を独立させテレコムスタッフの取締役に就任。2005年退社。 1988年、ドキュメンタリー『今日蘇る幻の東京オリンピック』でギャラクシー大賞を受賞。

## 作品

### ラジオ
- 『遅れたらゴメンネ〜あるジャズドラマーによるドキュメント』 （1969年度イタリア賞ラジオ・ドキュメンタリー部門参加作品。ジャズドラマー・富樫雅彦のドキュメンタリー）
- ラジオドキュメンタリー『 ヤッホー・返ってこないこだま』（1970年度イタリア賞ラジオドキュメンタリー部門(イタリア新聞協会賞)グランプリ受賞、同年芸術祭ラジオ部門ラジオドキュメンタリー部門奨励賞、自閉症児を扱ったドキュメンタリー（1970年10月11日TBSラジオ放送）[4]。
- ラジオドラマ『昭和15年まぼろしの東京オリンピック』（脚本・河内紀、演出・三枝健起。昭和55年度芸術祭ラジオドラマ部門の大賞。NHKラジオ第一1980年11月3日放送）

ほか。

### 音楽
- ジャズサックス奏者・ジョン・コルトレーンへのインタビュー1966年7月9日。→「JOHN COLTRANE LIVE IN JAPAN」Bonus Disc 「プライヴェート・インタビュー」に収録（ユニバーサルミュージック　UCCI-9191/5）[5]。
- 映画音楽・作曲「DEEP SEIJUN」(鈴木清順監督作品・ツィゴイネルワイゼン・陽炎座・夢二、サウンドトラックより)（LITTLE MORE RECORDS / LMCE-1001）
- 構成・録音「”むかしうた”が甦る　ひとつ弘前のヨネばあさん」（歌・語り/大川ヨネ）（CBS-SONY/25AG671）
- 構成・インタビュー「トンコリ・滅びの五絃琴」（トンコリ・白川八重子。カチョ・金谷フサ）（CBS-SONY/ 25AG667）
- 「CONTRAST」ジャズドラマー・富樫雅彦とピアニスト・佐藤允彦とのデュオ、富樫へのインタビュー入り(EASTWORKS / EWSA-0056)
- KEITH JARRETT  LAST SOLO  (TOKYO '84 #1  TOKYO '84 #2  TOKYO '84  ENCORE "OVER THE RAINBOW") VABJ-1082
- LIVE AT OPEN THEATER EAST 1993 (The Keith Jarrett Trio Concert) VABJ-1080
- KEITH JARRETT TOKYO SOLO 2002 (The 150th Concert in Jpan) VABJ-1175

ほか。

### ドキュメンタリー
- 『今日蘇る幻の東京オリンピック』1988年8月15日、テレビ朝日系列で放映。
- 「愛のシャガール・魂の祖国を求めて」1989年11月3日テレビ朝日系列で放送。
- 「明治の技に挑むー世界最大の木版画」（ハイビジョン特集）1991年／3月26日NHK 総合で放送。
- 「のんきに暮らして８２年〜田口さんの一日〜」-人間劇場- 1998年5月22日テレビ東京で放送。ギャラクシー賞・テレビ部門優秀賞・ATP賞奨励賞
- 「八ヶ岳山麓　地下足袋をはいた詩人」-人間劇場- 1999年11月17日テレビ東京で放送。ギャラクシー賞・選奨
- 「襲名・十代目板東三津五郎」（ハイビジョン特集）2001年／2月15日NHK-BSで放送。
- 「大鵬〜あなたはなぜ強かった〜」（ハイビジョン特集）2004年8月11日NHK-BSで放送。
- 「おにぎり三つあったとさ」（ハイビジョン特集）2007年8月19日NHK-BSで放送。

ほか。

### 音楽監督
- 『ツィゴイネルワイゼン』1980年。
- 『陽炎座』1981年。
- 『夢二』1991年。

ほか。

### 著作
- 『ベニヤの学校―戦後教育を掘る』晶文社、1976年。
- 『ひとつ弘前のヨネばあさん』音楽之友社、1979年。
- 『古本探偵』北宋社、2000年。
- 『アメリカの心フォスター（ジュニア音楽図書館 作曲家シリーズ 8）』音楽之友社、2000年。
- 『解体旧書―古本探偵 2』北宋社、2000年。
- 『ラジオの学校 生きるためのことば』筑摩書房、2004年。

ほか。

### 共著
- 『日本童謡集』（小島美子と共著）音楽之友社、1980年。
- 『ジャズは燃えつきたか』青土社
- 『ジャズ＝感性と肉体の祝祭』青土社